# به سول کی
به سول کی (کره‌ای: 배슬기؛ زادهٔ ۲۷ سپتامبر ۱۹۸۶) خواننده و بازیگر اهل کره جنوبی است.